# Ngropoh
Ngropoh is een bestuurslaag in het regentschap Temanggung van de provincie Midden-Java, Indonesië. Ngropoh telt 2626 inwoners (volkstelling 2010).